# Guillermo Muñoz (Fußballspieler, 1953)
Guillermo Muñoz Muñoz (* 25. Januar 1953 in San Felipe; † 11. April 2016 in Valparaíso) war ein chilenischer Fußballspieler, der später auch die spanische Staatsbürgerschaft annahm. Der Stürmer absolvierte acht Länderspiele für Chile, in denen er ein Tor erzielte.

## Karriere

### Verein
Guillermo Muñoz spielte in der Jugend in seiner Heimatstadt bei Arturo Prat und Unión San Felipe. Seinen Spitznamen Hallulla (wie das Weißbrot aus Chile) erhielt der Linksfuß aufgrund der Tätigkeit seines Vaters als Bäcker. Die Profikarriere des Angreifers begann 1971 bei den Santiago Wanderers, für die er bis 1973 spielte und dann nach Europa wechselte. Bei Deportivo La Coruña in der spanischen Segunda División musste Muñoz trotz seiner fünf Treffer in 28 Spielen den Abstieg des Klubs in die Tercera División hinnehmen. Als Meister der Tercera División stieg La Coruña direkt wieder auf und der Klub konnte sich in der Segunda División etablieren. Hallulla selbst lief nach dem Aufstieg nur noch für die Reservemannschaft des Vereins auf. 1981 verbrachte der Offensivspieler sein letztes Karrierejahr bei Unión San Felipe. Im April 2016 starb Muñoz an Magenkrebs.

### Nationalmannschaft
Guillermo Muñoz debütierte für die Nationalmannschaft Chiles im April 1973 unter Trainer Luis Álamos beim 1:1-Unentschieden gegen Haiti. Der Offensivspieler kam in zwei Qualifikationsspielen zur Weltmeisterschaft 1974 zum Einsatz. Nach dem Rückzug Venezuelas verblieb nur Peru als Gegner, gegen den sich die La Roja im Entscheidungsspiel durchsetzte und sich so für das Turnier in Deutschland qualifizierte. Dort gehörte Muñoz aber nicht mehr dem Nationalkader an. Er bestritt sein letztes Länderspiel im September 1973 beim 2:1-Freundschaftsspielerfolg gegen Mexiko, als er in der 75. Spielminute für Francisco Valdés eingewechselt wurde. Insgesamt absolvierte Hallulla acht Spiele im Nationaltrikot und erzielte sein einziges Tor beim 3:0-Erfolg gegen Bolivien in der Copa Leoncio Provoste.

## Erfolge
La Coruña
- Meister der Tercera División: 1974/75